# Lista de prefeitos de Buenos Aires
Esta é uma lista de prefeitos e chefes de Governo da cidade de Buenos Aires, capital da Argentina, desde a sua federalização.
Após a reforma da Constituição argentina em 1994, a cidade ganhou um estatuto autônomo. Desde 1996, os Chefes de Governo (Jefes de Gobierno) da cidade são eleitos diretamente pelos cidadãos. O cargo de Vice-Chefe (Vicejefe de Gobierno) também foi criado. O primeiro chefe de governo a ser eleito foi Fernando de la Rúa, que mais tarde se tornaria presidente da Argentina.

## Prefeitos da cidade de Buenos Aires
| Nº | Nome                              | Imagem                 | Partido               | Início do mandato      | Fim do mandato                                         | Observações                                                                 |
| -- | --------------------------------- | ---------------------- | --------------------- | ---------------------- | ------------------------------------------------------ | --------------------------------------------------------------------------- |
| 1  | Fernando de la Rúa (1937–2019)    |                        | União Cívica Radical  | 7 de agosto de 1996    | 10 de dezembro de 1999                                 | Prefeito eleito, renunciou ao cargo para assumir a Presidência da Argentina |
| 2  | Enrique José Olivera (1940-2014)  |                        | União Cívica Radical  | 10 de dezembro de 1999 | 7 de agosto de 2000                                    | Vice-Prefeito eleito, assumiu como prefeito após renúncia do titular        |
| 3  | Aníbal Ibarra (1958–)             |                        | Partido Justicialista | 7 de agosto de 2000    | 10 de dezembro de 2003                                 | Prefeito eleito                                                             |
| 3  | Aníbal Ibarra (1958–)             | 10 de dezembro de 2003 | Partido Justicialista | 7 de março de 2006     | Prefeito reeleito, cassado pela Câmara de Buenos Aires |                                                                             |
| 4  | Jorge Alberto Telerman (1956–)    |                        | Partido Justicialista | 7 de março de 2006     | 10 de dezembro de 2007                                 | Vice-Prefeito eleito, assumiu como prefeito após cassação do titular        |
| 5  | Mauricio Macri (1959–)            |                        | Proposta Republicana  | 10 de dezembro de 2007 | 10 de dezembro de 2011                                 | Prefeito eleito                                                             |
| 5  | Mauricio Macri (1959–)            | 10 de dezembro de 2011 | Proposta Republicana  | 10 de dezembro de 2015 | Prefeito reeleito                                      |                                                                             |
| 6  | Horacio Rodríguez Larreta (1965–) |                        | Proposta Republicana  | 10 de dezembro de 2015 | 10 de dezembro de 2023                                 | Prefeito eleito                                                             |
| 6  | Jorge Macri (1965–)               |                        | Proposta Republicana  | 10 de dezembro de 2023 | presente                                               | Prefeito eleito                                                             |